# Josip Šimić
Pour les articles homonymes, voir Šimić.
Josip Šimić, né le 16 septembre 1977 à Zagreb, est un footballeur international croate, qui évoluait comme attaquant de pointe. Il commence sa carrière au Croatia Zagreb en 1993, et après des passages par la Belgique, la Grèce, la Corée du Sud et l'Autriche, il revient terminer sa carrière en 2007 en Croatie, au Varteks Varaždin. Il est le frère cadet du joueur Dario Šimić.

## Carrière
Josip Šimić est formé au ONS Hitrec - Kacijan, le club école de football du Dinamo Zagreb, qui s'appelle encore à l'époque Croatia Zagreb. Après une saison au Slaven Belupo, il fait ses débuts dans l'équipe première du Dinamo en 1993, alors qu'il est âgé d'à peine 16 ans. Il est directement repris en équipe nationale de sa catégorie. Il passe sept saisons au club, remportant trois fois le championnat de Croatie et 1 fois la Coupe. Il dispute également 10 matches en Ligue des champions, inscrivant notamment un but mémorable lors de la victoire de son équipe 0-1 sur le terrain de l'Ajax Amsterdam le 25 novembre 1998.
Durant l'été 2000, il est recruté par le FC Bruges, un des trois plus grands clubs belges. Très peu utilisé par le coach norvégien Trond Sollied, qui lui préfère Andrés Mendoza ou Sandy Martens, il est prêté au club grec d'Aris Salonique lors de la saison 2002-2003. Il revient ensuite à Bruges où, malgré la concurrence accrue par l'arrivée de l'attaquant Rune Lange, il obtient plus souvent l'occasion de jouer, notamment en Coupe de Belgique. Il remporte la Coupe de Belgique en 2002, puis décide de quitter le club pour obtenir une place de titulaire ailleurs.
Josip Šimić rejoint alors le Ulsan Hyundai FC, un club sud-coréen. Il joue deux saisons dans la péninsule coréenne, puis revient en Europe en 2006. Il signe un contrat d'un an pour le club autrichien du FC Kärnten, puis retourne en Croatie, au Varteks Varaždin. Après une saison gâchée par des blessures récurrentes, il prend sa retraite durant l'été 2007.

### Carrière internationale
En janvier 1999, il joue un match amical avec la Croatie B contre la France B. Il effectue ses vrais débuts internationaux le 13 juin 1999 face à l'Égypte lors de la Korea Cup, un tournoi amical disputé à Séoul. Trois jours plus tard, il inscrit le but de la victoire face au Mexique dans le même tournoi. Il joue trois matches comme remplaçant lors des qualifications pour l'Euro 2000 face à Malte, l'Irlande et la Yougoslavie. Il joue son septième et dernier match international le 26 avril 2000 face à l'Autriche. La Croatie ne parvient pas à se qualifier pour le championnat d'Europe, mais, toujours éligible avec les espoirs, il dispute le championnat d'Europe espoirs 2000 avec la Croatie, mais son équipe est éliminée dès le premier tour, avec un nul et deux défaites en trois matches.

### Palmarès
- Avec le Dinamo Zagreb :
  - Champion de Croatie en 1998, 1999 et 2000.
  - Vainqueur de la Coupe de Croatie en 1998.
- Avec le FC Bruges :
  - Vainqueur de la coupe de Belgique en 2002.